# 최삼열
최삼열(1981년 1월 7일 ~ )는 대한민국의 희극 배우이다.

## 출연작

### 방송
- 개그야 (MBC)